# Bombina lichuanensis
Bombina lichuanensis är en groddjursart som beskrevs av Ye, Fei, in Ye, Fei och Hu 1993. Bombina lichuanensis ingår i släktet Bombina och familjen Bombinatoridae. IUCN kategoriserar arten globalt som sårbar. Inga underarter finns listade.

## Bildgalleri

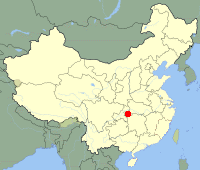